# Dysschema fortis
Dysschema fortis är en fjärilsart som beskrevs av William Schaus 1910. Dysschema fortis ingår i släktet Dysschema och familjen björnspinnare. Inga underarter finns listade i Catalogue of Life.